# Dentimachus glabrus
Dentimachus glabrus är en stekelart som beskrevs av Kaur 1989. Dentimachus glabrus ingår i släktet Dentimachus och familjen brokparasitsteklar. Inga underarter finns listade i Catalogue of Life.